# Dorytomus bajulus
Dorytomus bajulus är en skalbaggsart som beskrevs av Johannes Faust 1890. Dorytomus bajulus ingår i släktet Dorytomus, och familjen vivlar. Inga underarter finns listade i Catalogue of Life.